# Emil Pleissner

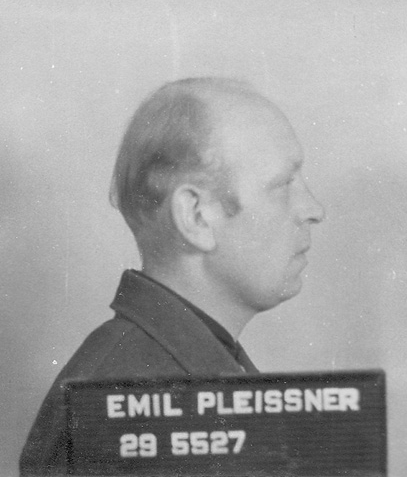
Emil Pleissner im April 1947

Emil Paul Pleissner (* 23. Mai 1913 in Plauen; † 26. November 1948 im Kriegsverbrechergefängnis Landsberg) war SS-Hauptscharführer und als Kommandoführer des Krematoriums im KZ Buchenwald eingesetzt.

## Leben
Emil Pleissner trat zum 1. April 1933 der SS bei (SS-Nummer 132.345). Er war von 1934 bis 1937 Angehöriger des Lagerpersonals des KZ Dachau. Seine Versetzung in das KZ Buchenwald erfolgte 1938, wo Pleissner zunächst als Blockführer bis zum März 1942 eingesetzt wurde. Anschließend war Pleissner, zum 1. November 1942 zum Hauptscharführer befördert, als Kommandoführer im Krematorium des KZ Buchenwald bis zum Februar 1943 tätig. In dieser Funktion war Pleissner eigenen Angaben zufolge bei zwei Erhängungen im Krematorium anwesend und nahm als Angehöriger des Kommandos 99  an mindestens zwei Erschießungen teil und war bei mindestens fünfzehn anwesend. Ab Frühjahr 1943 diente Pleissner in einer Panzerdivision der Waffen-SS bis Anfang Mai 1945.
Nach Kriegsende wurde Pleissner im Buchenwald-Hauptprozess, der im Rahmen der Dachauer Prozesse stattfand, mit 30 weiteren Beschuldigten angeklagt. Pleissner wurde beschuldigt, alliierte Gefangene misshandelt zu haben. Am 14. August 1947 wurde Pleissner wegen seiner Teilnahme an Hinrichtungen und der Tätigkeit im Krematorium wegen „Mithilfe und Teilnahme an den Operationen des Buchenwald-Konzentrationslagers“ zum Tode durch den Strang verurteilt. Pleissner wurde, trotz mehrerer Gnadengesuche, am 26. November 1948 in dem Kriegsverbrechergefängnis Landsberg hingerichtet.